# Ziemia Wilczka
Ziemia Wilczka (ros. Земля Вильчека) – wyspa położona w południowo-wschodniej części rosyjskiego archipelagu Ziemia Franciszka Józefa. Jest drugą pod względem powierzchni wyspą tego archipelagu.
Wyspa ma długość 57 km, szerokość 47 km i powierzchnię 2203 km². Najwyższy punkt wznosi się na wysokość 606 m n.p.m.
Nazwę otrzymała wyspa na cześć hrabiego Jana Nepomucena Wilczka, głównego sponsora austro-węgierskiej wyprawy polarnej na szkunerze Admiral Tegetthoff z lat 1872-1874, która odkryła Ziemię Franciszka Józefa.
Ziemi Wilczka nie należy mylić z położoną na południowym skraju archipelagu Ziemi Franciszka Józefa niewielką Wyspą Wilczka.